# トロフィエ
トロフィエ、トロッフィエ（イタリア語: trofie）は、北イタリアのリグーリア州で食べられる、短く細い、ねじれたパスタである。

## 歴史
現在の形のトロフィエは、リグーリア海岸のレッコ、ソーリ、カモーリャやこの地域の他のコムーネでできたと考えられている。このパスタの形は、ジェノヴァでは20世紀中盤まで一般的ではなかったが、トロフィエという言葉自体はすでにジェノヴァで使用されており、ニョッキ全体を指していた。19世紀初め頃から作られたジェノヴァのトロフィエは伝統的に小麦粉またはクリ粉から作られ、ジャガイモも加えられた。今日では、トロフィエはリグリア料理での主食となっている。イタリアでは、トロフィエッテと呼ばれる小型のものも作られる。

## 語源

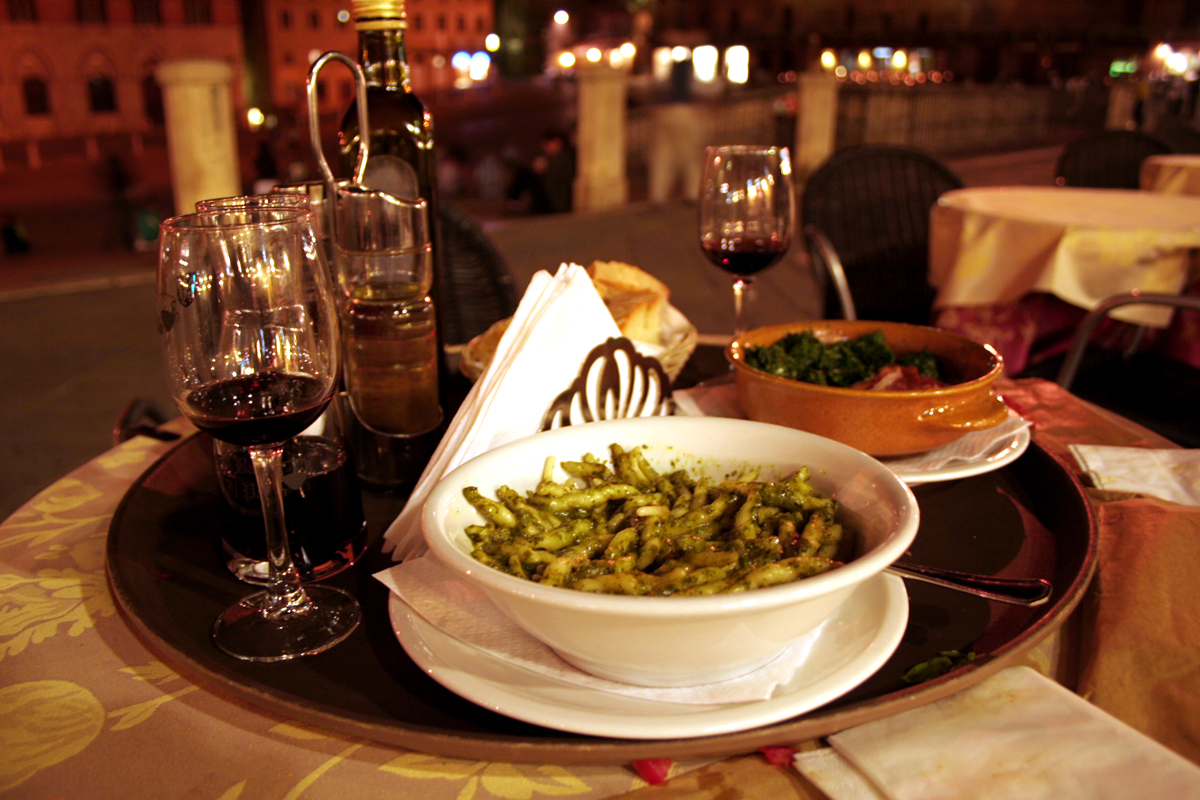
ペスト・アッラ・ジェノヴェーゼを添えたトロフィエ

このパスタの名前の起源ははっきりしていないが、ペストリーボードの上に生地の小片をこするように作ることから、リグリア語で「こする」という意味を持つ動詞strufuggiâに由来すると考えられている。同様に、リグリア語のstrofiaという言葉は、やはりトロフィエを作るのに必要な同様の動きを表す恐らく古代ギリシア語で「ねじる、回す」を意味するστρωφάωか、「回す、ねじる、ひだを作る」を意味するστρέφωであると考えられる。

## 形
トロフィエは、生地の小片を平らな面の上で転がすことで先端が尖った短く丸っこいパスタを成形し、その後、それをねじることで最終的な形を作る。長さは約2-3cm、直径は約4mmとなる。平均茹で時間は、10-15分である。
リグーリア料理では、ペスト・アッラ・ジェノヴェーゼで食するのが一般的。